# Robert Stephenson
Robert Stephenson (Northumberland, 1803. október 16. – London, 1859. október 12.), angol gépészmérnök. Apjához hasonlóan igen jelentősen hozzájárult a vasutak fejlesztéséhez, mind Angliában, mind másutt.

## Pályafutása
George Stephenson egyetlen fiaként Northumberlandben született, jó iskolákat végzett. Először Newcastle upon Tyne-ban, majd az Edinburghi Egyetemen tanult. A két Stephenson 1823 szeptemberében megalapította a világ első mozdonygyártó üzemét Newcastle-ban.
Tizenkét hónapon belül az apa és fia közötti kapcsolat megromlott, ezért Robert Dél-Amerikában vállalt munkát. Itt a Colombian bányavállalat vezető gépészmérnökeként helyezkedett el.
Robert apja kérésére 1827-ben visszatért Angliába, hogy ismét a családi vállalkozás élére álljon. Energiáját főként a mozdonytervezésnek szentelte.
Robert vállalta a Rocket tervezésében a legnagyobb részt, és az elkövetkező 15 év során a gőzmozdony fejlesztés élvonalában maradt. Részt vett a jelentős építőmérnöki projektekben is, többek között az 1838-ban megnyílt, 180 kilométer hosszú London and Birmingham Railway építésében. Számos híd épült tervei alapján, köztük a Menai-szoros vasúti hídja (Britannia Tabular Bridge), ami Észak-Walest köti össze Anglesey szigetével, a Newcastle-upon-Tyne-ban épült High Level Bridge és a berwicki Royal Border Bridge.
Isambard Kingdom Brunel, Joseph Locke és George Stephenson mellett Robert Stephenson is az angol vasútépítő óriások sorába tartozik.